# Vincent Lavenu
Vincent Lavenu (Briançon, 12 gennaio 1956) è un dirigente sportivo ed ex ciclista su strada francese. Professionista dal 1983 al 1991, dal 1992 al 2024 è stato direttore sportivo della squadra professionistica Decathlon AG2R La Mondiale Team.

## Palmarès

### Strada
- 1979

Nizza-Les Orres-Nizza
Circuit des Cévennes
- 1981

Circuit de Saône-et-Loire
- 1987 (RMO - Meral - Mavic, una vittoria)

Ronde des Pyrénées Méditerranéennes
- 1988 (Fagor-MBK, una vittoria)

13ª tappa Volta a Portugal (Ciudad Rodrigo > Macedo de Cavaleiros)
- 1990 (Mosoca-Eurocar, una vittoria)

3ª tappa, 2ª semitappa Route du Sud (Eauze > Boé)

#### Altri successi
- 1988 (Fagor-MBK)

Criterium di Saint-Ferjeux
- 1989 (Fagor-MBK)

Criterium di Aulnat
- 1990 (Mosoca-Eurocar)

Criterium di Arpajon-sur-Cère
- 1991 (Mosoca - Chazal - Westwood)

Criterium di Vienne

### Pista
- 1984

Campionati francesi, Americana (con Michel Charréard)

## Piazzamenti

### Grandi Giri
- Tour de France

1989: 65º

### Classiche monumento
- Parigi-Roubaix

1989: 53º

### Competizioni europee
- Campionati europei su pista

Francia 1990 - Derny: 5°
Francia 1990 - Americana: 6°